# Godfrey Quigley
Godfrey Quigley (Jerusalén, 4 de mayo de 1923 - Dublín, 7 de septiembre de 1994) fue un actor irlandés de cine, televisión y teatro.

## Biografía
Quigley nació en Jerusalén, donde su padre se desempeñaba como oficial del ejército británico. La familia regresó Irlanda en la década de 1930, y, tras cumplir el servicio militar durante la Segunda Guerra Mundial, Quigley se formó como actor en el Abbey Theatre.
En 1949, Quigley realizó su primer trabajo como actor, en Saint and Sinners. Posteriormente actuó en dos películas de Stanley Kubrick, primero como capellán de la prisión en La naranja mecánica y luego como el Capitán Grogan en Barry Lyndon. En la televisión británica interpretó a un gánster en la serie de televisión, Big Breadwinner Hog (1969). Sus papeles en el teatro incluyen al irlandés en la obra de Tom Murphy, The Gigli Concert, interpretación por la cual ganó el premio al mejor actor Harvey en 1984.
Durante la década de 1950, Quigley cofundó la Globe Theatre Company, entre cuyos miembros se encontraban su esposa, Genevieve Lyons. La Globe Theatre Company cerró en 1960. Durante el mismo periodo, produjo el serial de radio, The Kennedys of Castleross.
Quigley murió en Dublín (Irlanda), de alzhéimer, a los 71 años.

## Filmografía selecta
- The Rising of The Moon (1957) como Christy
- Rooney (1958) como Tom Reilly
- The Siege of Sidney Street (1960) como Blakey
- The Counterfeit Constable (1964) como el inspector Savory
- Nothing but the Best (1964) como Coates
- Daleks - Invasion Earth: 2150 A.D. (1966) como Dortmun
- Guns in the Heather (1969) como Meister
- The Reckoning (1969) como el doctor Carolan
- Get Carter (1971) como Eddie
- La naranja mecánica (1971) como capellán de la prisión
- Barry Lyndon (1975) como el Capitán Grogan
- The Man in the Iron Mask (1977) como Baisemeaux
- Educando a Rita (1983) como el padre de Rita
- Todos los perros van al cielo (1989) como Terrier